# Koritsia ston ilio
Koritsia ston ilio è un film del 1968 diretto da Vasilīs Geōrgiadīs.